# Insurrextion 2003
Insurrextion 2003 was een pay-per-viewevenement in het professioneel worstelen dat georganiseerd werd door World Wrestling Entertainment (WWE). Dit evenement was de vierde en laatste editie van Insurrextion en vond plaats in het Telewest Arena in Newcastle op 7 juni 2003.

## Wedstrijden
| Nr.                                                                          | Match | Winnaar(s)             |
| ---------------------------------------------------------------------------- | --- | ---------------------- |
| Dark 1                                                                       | Maven vs. Christian Eckstein in een één-op-één match                                                                               | Maven                  |
| Dark 2                                                                       | Lance Storm vs. The Hurricane in een één-op-één match                                                                              | The Hurricane          |
| 1                                                                            | Jazz (c) (met Theodore Long) vs. Trish Stratus in een één-op-één match voor het WWE Women's Championship                           | Jazz (c)               |
| 2                                                                            | Christian (c) vs. Booker T in een één-op-één match voor het WWE Intercontinental Championship                                      | Christian (c)          |
| 3                                                                            | Rob Van Dam & Kane (c) vs. La Résistance in een World Tag Team Championship                                                        | Rob Van Dam & Kane (c) |
| 4                                                                            | Goldust vs. Rico in een één-op-één match                                                                                           | Goldust                |
| 5                                                                            | The Dudley Boyz vs. Rodney Mack, Christopher Nowinski & Theodore Long in een Tag team match                                        | The Dudley Boyz        |
| 6                                                                            | Test vs. Scott Steiner in een één-op-één match met Val Venis als scheidsrechter en Stacy Keibler als ring omroepster               | Scott Steiner          |
| 7                                                                            | Triple H (c) (met Ric Flair) vs. Kevin Nash (met Shawn Michaels) in een Street Fight match voor het World Heavyweight Championship | Triple H (c)           |
| (c) huidige kampioen voor en na de match \| (nc) nieuwe kampioen na de match | |                        |

2000 · 2001 · 2002 · 2003